# Dave Twardzik
David John Twardzik (ur. 20 września 1950 w Hershey) – amerykański koszykarz, występujący na pozycji rozgrywającego, mistrz NBA 1977 roku, pracownik klubów NBA oraz asystent trenera klubu Indiana Pacers w latach 1986–1989. 
Karierę sportową zakończył przedwcześnie z powodu kontuzji w 1980 roku. Następnie przez wiele lat pracował w biurach wielu klubów NBA – Detroit Pistons, Charlotte Hornets, Los Angeles Clippers, Golden State Warriors, Denver Nuggets. W 2003 roku został dyrektorem do spraw personelu zawodniczego w Orlando Magic. Dwa lata później awansował na asystenta głównego menedżera. Piastował to stanowisko do 2012 roku.

## Osiągnięcia
Na podstawie, o ile nie zaznaczono inaczej.
NCAA
- Wicemistrz dywizji II NCAA (1971)
- Wybrany dwukrotnie do:
  - I składu All-America dywizji II NCAA (1972 przez AP, UPI, Basketball News, NABC)
  - III składu All-America dywizji II NCAA (1971 przez National Association of Basketball Coaches – NABC)
- Klub Old Dominion Monarchs zastrzegł należący do niego numer 14
- Rekordzista uczelni NCAA Division II stanu Wirginia w:
  - liczbie asyst:
    - (880), uzyskanych podczas całej kariery akademickiej (1969–1972)
    - (332), uzyskanych w trakcie pojedynczego sezonu (1970/71)

  - liczbie celnych rzutów wolnych (24), uzyskanych w trakcie jednego spotkania (12.03. 1971 przeciw Norfolk State)

NBA i ABA
- Mistrz NBA (1977)[4]
- Uczestnik meczu gwiazd ABA (1975)
- Lider play-off NBA w skuteczności rzutów wolnych (1978 - wspólnie ze Spencerem Haywoodem)[5]
- Klub Portland Trail Blazers zastrzegł należący do niego numer 13[6]

Inne
- Wybrany do: 
  - Galerii Sław Sportu:
    - stanu Wirginia (1995)
    - uczelni Old Dominion
    - Hampton Roads (30.10.2012 w Norfolk Scope Arena)